# Verwaltungssitz Arbed
Verwaltungssitz Arbed és un edifici d'interès turístic situat a l'Avenue de la Liberté, carrer principal de la ciutat de Luxemburg. El Grup Arbed és una empresa siderometal·lúrgica que va tenir els seus inicis l'any 1911.
La seu de l'oficina principal (l'edifici Arbed) es va construir l'any 1922.
És un edifici voluminós que disposa de quatre ales i un enorme pati interior. Dominant la façana, el pòrtic de l'entrada està flanquejat per pilars amb les figures de la Victòria i Mercuri, que simbolitzen èxit i comerç, la indústria i la ciència. Altres ornaments accentuen la connexió entre l'Arbed, les mines, el processament de l'acer i l'agricultura.